# Criquebeuf-sur-Seine
Criquebeuf-sur-Seine település Franciaországban, Eure megyében. Lakosainak száma 1537 fő (2022. január 1.). Criquebeuf-sur-Seine Martot, Pont-de-l’Arche, Freneuse, Sotteville-sous-le-Val és Terres de Bord községekkel határos.

## Népesség
A település népességének változása:
| Lakosok száma | 954  | 1044 | 970  | 1123 | 1296 | 1375 | 1449 | 1489 | 1512 | 1537 |
|               | 1968 | 1982 | 1990 | 2006 | 2013 | 2015 | 2017 | 2019 | 2020 | 2022 |